# Шмидт, Роб
Ро́б Шми́дт Баррака́но (англ. Rob Schmidt Barracano; род. 25 сентября 1965, Слиппери-Рок, Пенсильвания, США) — американский режиссёр и сценарист, более всего известный как создатель франшизы фильмов-слэшеров «Поворот не туда» и один из режиссёров телесериала «Мастера ужасов» (2005—2007).
Среди его других известных режиссёрских работ: фильм «Алфавитный убийца» (2008) и телесериал «Воплощение страха» (2009).

## Карьера
В полнометражном кино Роб Шмидт дебютировал в 1999 году,             с фильмом "Сатурн".
В 2000 году Шмидт снял свой первый крупнобюджетный фильм — драматический криминальный фильм «Преступление и наказание по-американски».
В 2003 году Шмидт, который до этого снимал преимущественно триллеры, снял свой самый известный фильм — слэшер «Поворот не туда», за которым последовало два сиквела, два приквела и два перезапуска, в результате  чего была создана одноимённая франшиза.
В 2007 году Шмидт выступил режиссёром 9 эпизода 2 сезона антологического хоррор-сериала «Мастера ужасов» от телеканала Showtime.
В 2008 году Шмидт занял пост режиссёра в триллере ужасов «Алфавитный убийца», который стал его четвёртым фильмом.
В 2009 году Шмидт занял пост режиссёра одного из эпизодов телесериала «Воплощение страха» от телеканала NBC.
В 2018 году Шмидт снял свой пятый полнометражный фильм "Комната для убийств"

## Фильмография
| Год       | Название                                | Должность | Должность | Примечания                      |
| Год       | Название                                | Режиссёр  | Сценарист | Примечания                      |
| --------- | --------------------------------------- | --------- | --------- | ------------------------------- |
| 1993      | Альтернативный взгляд                   | Да        | Нет       | короткометражка                 |
| 1995      | Рубеж                                   | Да        | Да        | короткометражка                 |
| 1999      | Сатурн                                  | Да        | Да        | режиссёрский дебют              |
| 2000      | Преступление и наказание по-американски | Да        | Нет       |                                 |
| 2001      | Американский городок                    | Да        | Нет       | непроданный пилот сериала       |
| 2003      | Поворот не туда                         | Да        | Нет       |                                 |
| 2005 2007 | Мастера ужасов                          | Да        | Нет       | эпизод "Право на смерть"        |
| 2008      | Алфавитный убийца                       | Да        | Нет       |                                 |
| 2008 2009 | Воплощение страха                       | Да        | Нет       | эпизод "Портал духов"           |
| 2014 2020 | Ваш худший кошмар                       | Да        | Нет       | документальный                  |
| 2013 2017 | Тайны болот                             | Да        | Нет       | документальный                  |
| 2016 2021 | Мёртвая тишина                          | Да        | Нет       | эпизод "Тайны гор Санта - Крус" |
| 2018      | Фрэн К.: Франкенштейн                   | Да        | Да        | короткометражка                 |
| 2018      | Комната для убийства                    | Да        | Нет       |                                 |